# Batalla de Adasa
La batalla de Adasa se libró el día 13 del mes de adar, en 161 a. C., en Adasa (hebreo: חדשה), cerca de Bet Horón, entre los macabeos de Judas Macabeo y el Imperio seléucida, cuyo ejército estaba dirigido por Nicanor. Macabeo venció en esta batalla, mientras que Nicanor fue asesinado. Desde hace algunos años, este día es celebrado como el "Día de Nicanor" (13 de adar) para conmemorar esta victoria.
- Datos: Q1268331